# Steeple Langford
Steeple Langford – wieś w Anglii, w hrabstwie Wiltshire, położona nad rzeką Wylye. Leży 13 km na północny zachód od miasta Salisbury i 134 km na zachód od Londynu. W 2001 miejscowość liczyła 510 mieszkańców.